# 다러 오말리
다러 오말리(Daragh O'Malley, 1954년 5월 25일 ~ )는 아일랜드의 배우, 영화배우, 텔레비전 배우이다.
더블린에서 태어났다.

## 영화
- 샤프의 위험 (2008년)
- 영웅과 악인 (2007년)
- 샤프의 도전 (2006년)
- 웨이킹 더 데드 (2000년)
- 벤데타 (1999년)
- 클레오파트라 (1999년)
- 샤프의 워터루 (1997년)
- 샤프의 정의 (1997년)
- 샤프의 복수 (1997년)
- 샤프의 실종 (1996년)
- 샤프의 공격 (1996년)
- 샤프의 부대 (1996년)
- 샤프의 검 (1995년)
- 샤프의 전투 (1995년)
- 샤프의 황금 (1995년)
- 샤프의 적 (1994년)
- 샤프의 동료 (1994년)
- 샤프의 명예 (1994년)
- 텍사스 (1994년)
- 샤프의 소총 (1993년)
- 샤프의 이글 (1993년)
- 액트 오브 비트레이얼 (1988년)
- 회색빛 우정 (1987년)
- 칼의 고백 (1984년) - 스카페이시드 폴리스맨 역
- 롱 굿 프라이데이 (1980년)